# مارتا هيلرز
مارتا هيلرز (بالألمانية: Marta Hillers)‏ (و. 1911 – 2001 م) هي صحفية، وكاتِبة، وكاتبة يوميات ألمانية، ولدت في كريفلد، توفيت في بازل، عن عمر يناهز 90 عاماً.